# Хэмм, Сэм
Сэм Хэмм (англ. Sam Hamm; род. 19 ноября 1955, Шарлотсвилл, США) — американский сценарист и автор комиксов. Хэмм известен как соавтор сценария к фильму Тима Бёртона «Бэтмен» (1989). Он также получил признание за фильм 1992 года «Бэтмен возвращается» (однако окончательная версия фильма значительно отличается от его идей).
Издательство DC Comics пригласило Хэмма написать сценарий для журнала Detective Comics. Результатом стал «Бэтмен: Слепое правосудие», в котором был представлен наставник Брюса Уэйна Анри Дюкар. Другое экранное наследие Хэмма включает фильмы «Не зови волков» (1983) и «Обезьянья кость» (2001).
В 2021 году Хэмм вернулся во вселенную фильмов о Бэтмене 1989 года с лимитированной серией DC Comics Batman ’89, прямым продолжением как фильма 1989 года, так и фильма «Бэтмен возвращается».

## Избранная фильмография
| Год  | Фильм                 | Сценарист | Исполнительный продюсер |      |                  |    |     |
| ---- | --------------------- | --------- | ----------------------- | ---- | ---------------- | -- | --- |
| Год  | Фильм                 | Сценарист | Исполнительный продюсер | 1983 | «Не зови волков» | Да | Нет |
| 1989 | «Бэтмен»              | Да        | Нет                     |      |                  |    |     |
| 1992 | «Бэтмен возвращается» | Сюжет     | Нет                     |      |                  |    |     |
| 1994 | «М.А.Н.Т.И.С.»        | Да        | Да                      |      |                  |    |     |
| 2001 | «Обезьянья кость»     | Да        | Да                      |      |                  |    |     |
| 2003 | «Заколдованный маяк»  | Да        | Нет                     |      |                  |    |     |
| 2005 | «Мастера ужасов»      | Да        | Нет                     |      |                  |    |     |